# Vlag van Monterrey

Vlag van Monterrey (ratio 4:7)

De vlag van Monterrey, hoofdstad van de Mexicaanse deelstaat Nieuw-León, bestaat uit een witte achtergrond met het wapen van Monterrey in het midden; waarbij de hoogte-breedteverhouding van de vlag net als die van de Mexicaanse vlag 4:7 is.
De vlag wordt bij officiële evenementen gehesen samen met de vlag van Mexico en soms met de vlag van de staat Nuevo León. De vlag is wit omdat het wapen van de gemeente onderaan zes witte vlaggen heeft.
De betekenis van de kleuren van de vlag is als volgt:
- Wit: staan voor vrede en netheid.

De vlag is in gebruik sinds 2007.